# Ligue des champions masculine de l'EHF 2019-2020
Navigation
Ligue des champions 2018-2019 Ligue des champions 2020-2021
La saison 2019-2020 de la Ligue des champions masculine de l'EHF est la 60e édition de la compétition, anciennement Coupe d'Europe des clubs champions. Organisée par l'EHF, elle met aux prises 28 équipes européennes.
Le club macédonien du Vardar Skopje est le tenant du titre.
Du fait de la pandémie de Covid-19, la compétition est suspendue avant le stade des huitièmes de finale. Après avoir été une première fois reportée aux 22 et 23 août, la finale à quatre est ensuite programmée aux 28 et 29 décembre 2020 et se conclut sur la victoire du THW Kiel.

## Formule
La compétition commence par une phase de groupes comprenant vingt-huit équipes réparties en quatre groupes : les poules hautes (groupes A et B) sont composées de huit équipes, tandis que les poules basses (groupes C et D) contiennent six équipes. Les matchs sont joués dans un système championnat avec des matchs à domicile et à l'extérieur. Dans les groupes A et B, les six meilleures équipes se qualifient pour les huitièmes de finale, les équipes classées du 2e au 6e rang se qualifient pour les huitièmes de finale et les vainqueurs de groupe accèdent directement aux quarts de finale. Dans les groupes C et D, seules les deux meilleures équipes se qualifient pour les demi-finales de qualification, les deux vainqueurs se qualifiant pour les huitièmes de finale.
La à élimination directe comprend quatre tours : les huitièmes de finale, les quarts de finale et une finale à quatre comprenant deux demi-finales et la finale. En huitièmes de finale, douze équipes (dix des groupes A et B et les deux vainqueurs des matches de barrage des groupes C et D) s'affrontent en matchs aller-retour, le mieux classé des deux lors de la phase de poule ayant le privilège de jouer le match retour à domicile. Les six vainqueurs de ces huitièmes de finale rejoignent en quarts de finale les vainqueurs des groupes A et B. 
Enfin, pour la finale à quatre, un tirage au sort détermine les équipes qui s'affrontent en demi-finales.

### Qualifiés
Un total de 35 clubs issus de 21 pays sont qualifiés ou ont fait une demande pour obtenir une invitation.
Ainsi, conformément au coefficient EHF établi pour la saison 2019/2020, 19 champions nationaux sont qualifiés :
| Rang | Pays              | Équipe                 | Statut                                  | Répartition |
| ---- | ----------------- | ---------------------- | --------------------------------------- | ----------- |
| 1    | France            | Paris Saint-Germain    | 1er du Championnat de France            | Poule haute |
| 2    | Allemagne         | SG Flensburg-Handewitt | 1er du Championnat d'Allemagne          | Poule haute |
| 3    | Espagne           | FC Barcelone           | 1er du Championnat d'Espagne            | Poule haute |
| 4    | Hongrie           | Veszprém KSE           | 1er du Championnat de Hongrie           | Poule haute |
| 5    | Pologne           | KS Kielce              | 1er du Championnat de Pologne           | Poule haute |
| 6    | Danemark          | Aalborg Håndbold       | 1er du Championnat du Danemark          | Poule haute |
| 7    | Macédoine du Nord | Vardar Skopje          | 1er du Championnat de Macédoine du Nord | Poule haute |
| 8    | Portugal          | FC Porto               | 1er du Championnat du Portugal          | Poule haute |
| 9    | Biélorussie       | HC Meshkov Brest       | 1er du Championnat de Biélorussie       | Poule haute |
| 10   | Croatie           | RK Zagreb              | 1er du Championnat de Croatie           | Poule haute |
| 11   | Roumanie          | Dinamo Bucarest        | 1er du Championnat de Roumanie          | Poule basse |
| 12   | Slovénie          | RK Celje               | 1er du Championnat de Slovénie          | Poule haute |
| 13   | Ukraine           | HC Motor Zaporijia     | 1er du Championnat d'Ukraine            | Poule haute |
| 14   | Suède             | IK Sävehof             | 1er du Championnat de Suède             | Poule basse |
| 15   | Suisse            | Kadetten Schaffhouse   | 1er du Championnat de Suisse            | Poule basse |
| 16   | Norvège           | Elverum Handball       | 1er du Championnat de Norvège           | Poule haute |
| 17   | Islande           | UMF Selfoss            | 1er du Championnat d'Islande            | Non retenu  |
| 18   | Russie            | Medvedi Tchekhov       | 1er du Championnat de Russie            | Poule basse |
| 19   | Slovaquie         | HT Tatran Prešov       | 1er du Championnat de Slovaquie         | Poule basse |
| 25   | Finlande          | Riihimäen Cocks        | 1er du Championnat de Finlande          | Poule basse |

À noter que le champion d'Islande (UMF Selfoss), n'a pas été retenu par l'EHF car il n'atteint pas les critères minimums et est reversé en Coupe de l'EHF. Par ailleurs, les champions des Pays-Bas, de Turquie, de Grèce, de Belgique, d'Israël, de Serbie et de République tchèque ont abandonné leur place attribuée d'office.

### Équipes ayant sollicité une invitation
Parallèlement aux clubs directement qualifiés, les clubs qualifiés pour la Coupe de l'EHF ont la possibilité de déposer un dossier auprès de l'EHF pour obtenir une qualification sur invitation (Wild-Card). Ainsi, un total de 15 clubs issus de 11 pays ont fait une demande pour obtenir une invitation :
| Rang | Pays              | Équipe                     | Statut                                          | Répartition                           |
| ---- | ----------------- | -------------------------- | ----------------------------------------------- | ------------------------------------- |
| 1    | France            | Montpellier Handball       | 2e du Championnat de France                     | Poule haute                           |
| 1    | France            | Chambéry SMB HB            | 3e du Champ. et vainqueur de la Coupe de France | Non retenu, reversé en Coupe de l'EHF |
| 1    | France            | HBC Nantes                 | 4e du Championnat de France                     | Non retenu, reversé en Coupe de l'EHF |
| 2    | Allemagne         | THW Kiel                   | 2e du Championnat d'Allemagne                   | Poule haute                           |
| 2    | Allemagne         | SC Magdebourg              | 3e du Championnat d'Allemagne                   | Non retenu, reversé en Coupe de l'EHF |
| 3    | Espagne           | Bidasoa Irun               | 2e du Championnat d'Espagne                     | Poule basse                           |
| 4    | Hongrie           | SC Pick Szeged             | 2e du Championnat de Hongrie                    | Poule haute                           |
| 5    | Pologne           | Wisła Płock                | 2e du Championnat de Pologne                    | Poule basse                           |
| 6    | Danemark          | GOG Håndbold               | 2e du Championnat du Danemark                   | Poule basse                           |
| 7    | Macédoine du Nord | RK Eurofarm Rabotnik       | 2e du Championnat de Macédoine du Nord          | Poule basse                           |
| 7    | Macédoine du Nord | RK Metalurg Skopje         | 3e du Championnat de Macédoine du Nord          | Non retenu, reversé en Coupe de l'EHF |
| 8    | Portugal          | Sporting Clube de Portugal | 2e du Championnat de Portugal                   | Poule basse                           |
| 14   | Suède             | IFK Kristianstad           | 2e du Championnat de Suède                      | Poule basse                           |
| 16   | Norvège           | ØIF Arendal                | 2e du Championnat de Norvège                    | Non retenu, reversé en Coupe de l'EHF |
| 28   | Luxembourg        | Handball Esch              | 1er du Championnat du Luxembourg                | Non retenu, reversé en Coupe de l'EHF |

### Répartition des équipes
La répartition des équipes entre les poules hautes et les poules basses est obtenue à partir d'un classement établi selon huit critères :
- qualité de la salle (capacité, qualité du terrain, commodités pour les supporters et les médias, loges VIP...) ;
- contrats de diffusion TV des pays concernés ;
- classement dans le championnat national ;
- spectateurs (nombre, ambiance...) ;
- performances dans les compétitions européennes sur les trois années précédentes ;
- respect du cahier des charges de l'EHF ;
- utilisation des réseaux sociaux.

### Calendrier
| Nom                           | Dates                       | Nombre de participants |
| ----------------------------- | --------------------------- | ---------------------- |
| Phase de groupes (2019-2020)  |                             |                        |
| Poules hautes                 | 11 septembre au 1er mars    | 16                     |
| Poules basses                 | 11 septembre au 30 novembre | 12                     |
| Phase finale (2020)           |                             |                        |
| Demi-finales de poules basses | 19 fév.-1er mars            | 4                      |
| Huitièmes de finale           | 18 au 29 mars               | 12                     |
| Quarts de finale              | 25 avril au 3 mai           | 8                      |
| Final Four                    | 30 et 31 mai                | 4                      |

## Phase de groupes

### Poules hautes
L'équipe terminant première de sa poule est directement qualifiée pour les quarts de finale, les équipes classées de la 2e à la 6e place sont qualifiées pour les huitièmes de finale et les équipes finissant aux 7e et 8e places sont directement éliminées.
Légende
- Directement qualifié pour les quarts de finale
- Qualifié pour les huitièmes de finale
- Éliminé (7e et 8e place)
- T : Tenant du titre

#### Groupe A
|   | Équipe                 | Pts | J  | G  | N | P  | Bp  | Bc  | Diff | Dép |  | Résultats (dom.\ext.)  |       |       |       |       |       |       |       |       |
| - | ---------------------- | --- | -- | -- | - | -- | --- | --- | ---- | --- |  | ---------------------- | ----- | ----- | ----- | ----- | ----- | ----- | ----- | ----- |
| 1 | FC Barcelone           | 26  | 14 | 13 | 0 | 1  | 485 | 380 | 105  | /   |  | FC Barcelone           |       | 36-32 | 30-28 | 44-35 | 31-27 | 45-21 | 32-23 | 33-24 |
| 2 | Paris Saint-Germain    | 22  | 14 | 11 | 0 | 3  | 444 | 389 | 55   | /   |  | Paris Saint-Germain    | 32-35 |       | 30-25 | 37-24 | 32-30 | 27-18 | 37-26 | 31-25 |
| 3 | SC Pick Szeged         | 20  | 14 | 9  | 2 | 3  | 409 | 370 | 39   | /   |  | SC Pick Szeged         | 31-28 | 32-29 |       | 26-26 | 24-24 | 31-24 | 33-23 | 32-25 |
| 4 | Aalborg Håndbold       | 15  | 14 | 7  | 1 | 6  | 416 | 420 | -4   | +6  |  | Aalborg Håndbold       | 30-34 | 29-32 | 28-35 |       | 31-28 | 28-24 | 30-20 | 30-28 |
| 5 | SG Flensburg-Handewitt | 15  | 14 | 7  | 1 | 6  | 388 | 379 | 9    | -6  |  | SG Flensburg-Handewitt | 27-34 | 29-30 | 34-26 | 29-32 |       | 29-26 | 20-17 | 26-19 |
| 6 | RK Celje               | 6   | 14 | 3  | 0 | 11 | 355 | 429 | -74  | /   |  | RK Celje               | 25-37 | 29-33 | 23-34 | 28-29 | 24-25 |       | 24-22 | 32-25 |
| 7 | RK Zagreb              | 5   | 14 | 2  | 1 | 11 | 343 | 419 | -76  | /   |  | RK Zagreb              | 19-36 | 29-37 | 21-26 | 31-30 | 25-26 | 27-31 |       | 30-27 |
| 8 | Elverum Handball       | 3   | 14 | 1  | 1 | 12 | 365 | 419 | -54  | /   |  | Elverum Handball       | 26-30 | 22-25 | 25-26 | 24-34 | 28-34 | 37-26 | 30-30 |       |

#### Groupe B
|   | Équipe               | Pts | J  | G  | N | P  | Bp  | Bc  | Diff | Dép |  | Résultats (dom.\ext.) |       |       |       |       |       |       |       |       |
| - | -------------------- | --- | -- | -- | - | -- | --- | --- | ---- | --- |  | --------------------- | ----- | ----- | ----- | ----- | ----- | ----- | ----- | ----- |
| 1 | THW Kiel             | 20  | 14 | 9  | 2 | 3  | 437 | 398 | 39   | +7  |  | THW Kiel              |       | 29-28 | 30-30 | 33-32 | 27-28 | 34-23 | 31-23 | 32-32 |
| 2 | Veszprém KSE         | 20  | 14 | 10 | 0 | 4  | 448 | 386 | 62   | -7  |  | Veszprém KSE          | 31-37 |       | 28-24 | 24-23 | 38-28 | 39-30 | 31-25 | 40-28 |
| 3 | KS Kielce            | 18  | 14 | 8  | 2 | 4  | 421 | 389 | 32   | /   |  | KS Kielce             | 32-30 | 34-33 |       | 27-29 | 30-25 | 35-25 | 30-24 | 33-26 |
| 4 | Montpellier Handball | 17  | 14 | 8  | 1 | 5  | 386 | 375 | 11   | /   |  | Montpellier Handball  | 30-33 | 23-18 | 25-24 |       | 22-27 | 31-33 | 30-26 | 34-30 |
| 5 | FC Porto             | 14  | 14 | 6  | 2 | 6  | 400 | 410 | -10  | /   |  | FC Porto              | 29-30 | 24-31 | 33-30 | 23-23 |       | 30-22 | 27-25 | 35-35 |
| 6 | Vardar Skopje T      | 11  | 14 | 5  | 1 | 8  | 396 | 444 | -48  | /   |  | Vardar Skopje         | 20-31 | 29-38 | 28-28 | 27-31 | 32-27 |       | 36-31 | 38-28 |
| 7 | HC Meshkov Brest     | 8   | 14 | 4  | 0 | 10 | 401 | 431 | -30  | /   |  | HC Meshkov Brest      | 33-30 | 30-37 | 27-31 | 25-27 | 32-35 | 31-22 |       | 33-31 |
| 8 | HC Motor Zaporijia   | 4   | 14 | 1  | 2 | 11 | 406 | 462 | -56  | /   |  | HC Motor Zaporijia    | 27-30 | 22-32 | 26-33 | 25-26 | 33-29 | 30-31 | 33-36 |       |

### Poules basses
Les deux premières équipes de chaque poule se qualifient pour des demi-finales de qualification en format croisé (premier contre deuxième de l'autre poule) à l'issue desquelles les vainqueurs sont qualifiés pour les huitièmes de finale. Les équipes classées de la 3e à la 6e place sont quant à elles éliminées.

#### Groupe C
|   | Équipe               | Pts | J  | G | N | P | Bp  | Bc  | Diff | Dép |  | Résultats (dom.\ext.) |       |       |       |       |       |       |
| - | -------------------- | --- | -- | - | - | - | --- | --- | ---- | --- |  | --------------------- | ----- | ----- | ----- | ----- | ----- | ----- |
| 1 | Bidasoa Irun         | 15  | 10 | 6 | 3 | 1 | 297 | 246 | 51   | /   |  | Bidasoa Irun          |       | 32-32 | 39-23 | 27-27 | 34-19 | 26-25 |
| 2 | Sporting CP          | 14  | 10 | 6 | 2 | 2 | 309 | 266 | 43   | /   |  | Sporting CP           | 30-30 |       | 27-20 | 32-24 | 38-29 | 36-26 |
| 3 | IK Sävehof           | 12  | 10 | 6 | 0 | 4 | 268 | 278 | -10  | /   |  | IK Sävehof            | 24-33 | 29-24 |       | 30-29 | 28-22 | 25-24 |
| 4 | HT Tatran Prešov     | 7   | 10 | 3 | 1 | 6 | 260 | 279 | -19  | /   |  | HT Tatran Prešov      | 23-25 | 22-37 | 23-28 |       | 30-19 | 31-29 |
| 5 | Riihimäen Cocks      | 6   | 10 | 3 | 0 | 7 | 239 | 290 | -51  | +1  |  | Riihimäen Cocks       | 18-28 | 25-23 | 25-30 | 29-27 |       | 23-21 |
| 6 | RK Eurofarm Pelister | 6   | 10 | 3 | 0 | 7 | 265 | 279 | -14  | -1  |  | Eurofarm Pelister     | 25-23 | 29-30 | 32-31 | 23-24 | 31-30 |       |

#### Groupe D
|   | Équipe               | Pts | J  | G | N | P | Bp  | Bc  | Diff | Dép |  | Résultats (dom.\ext.) |       |       |       |       |       |       |
| - | -------------------- | --- | -- | - | - | - | --- | --- | ---- | --- |  | --------------------- | ----- | ----- | ----- | ----- | ----- | ----- |
| 1 | Dinamo Bucarest      | 17  | 10 | 7 | 3 | 0 | 298 | 256 | 42   | /   |  | Dinamo Bucarest       |       | 29-20 | 35-28 | 28-25 | 34-23 | 27-26 |
| 2 | Wisła Płock          | 11  | 10 | 5 | 1 | 4 | 267 | 260 | 7    | /   |  | Wisła Płock           | 26-26 |       | 27-24 | 36-29 | 34-28 | 27-23 |
| 3 | GOG Håndbold         | 9   | 10 | 4 | 1 | 5 | 310 | 319 | -9   | /   |  | GOG Håndbold          | 31-32 | 28-27 |       | 37-37 | 38-31 | 35-30 |
| 4 | IFK Kristianstad     | 9   | 10 | 3 | 3 | 4 | 283 | 298 | -15  | /   |  | IFK Kristianstad      | 29-29 | 24-20 | 24-33 |       | 36-28 | 24-24 |
| 5 | Medvedi Tchekhov     | 8   | 10 | 4 | 0 | 6 | 280 | 308 | -28  | /   |  | Medvedi Tchekhov      | 20-30 | 25-23 | 36-28 | 37-26 |       | 29-27 |
| 6 | Kadetten Schaffhouse | 6   | 10 | 2 | 2 | 6 | 280 | 277 | 3    | /   |  | Kadetten Schaffhouse  | 28-28 | 24-27 | 40-28 | 26-29 | 32-23 |       |

#### Demi-finales de qualification
Le vainqueur de chacune des deux demi-finales de qualification obtient sa qualification pour les huitièmes de finale :
| Match | Club        | Aller      | Aller   | Score total | Retour  | Retour     | Club            |
| Match | Club        | Date       | Score   | Score total | Score   | Date       | Club            |
| ----- | ----------- | ---------- | ------- | ----------- | ------- | ---------- | --------------- |
| K1    | Sporting CP | 22 février | 25 - 26 | 49 - 52     | 24 - 26 | 1er mars   | Dinamo Bucarest |
| K2    | Wisła Płock | 22 février | 32 - 25 | 51 - 49     | 19 - 24 | 29 février | Bidasoa Irun    |

## Phase finale

### Décision du 24 avril
En conséquence de la pandémie de Covid-19 et après avoir annoncé le report de la finale à quatre en décembre 2020, la Fédération européenne de handball a annoncé le 24 avril 2020 que les huitièmes et quarts de finale étaient annulées et que les deux premières équipes des poules hautes étaient directement qualifiées pour les demi-finales

### Huitièmes de finale
Les huitièmes de finale devaient avoir lieu du 18 au 29 mars 2020. Les oppositions initialement prévues étaient :
| Équipe                 | Aller | Total  | Retour | Équipe               |
| ---------------------- | ----- | ------ | ------ | -------------------- |
| RK Celje               |       | annulé |        | KS Kielce            |
| Dinamo Bucarest        |       | annulé |        | Paris Saint-Germain  |
| FC Porto               |       | annulé |        | Aalborg Håndbold     |
| SG Flensburg-Handewitt |       | annulé |        | Montpellier Handball |
| Vardar Skopje          |       | annulé |        | SC Pick Szeged       |
| Wisła Płock            |       | annulé |        | Veszprém KSE         |

### Quarts de finale
Les quarts de finale devaient avoir lieu du 25 avril 2020 au 3 mai 2020. Les oppositions initialement prévues étaient :
| Équipe                            | Aller | Total  | Retour | Équipe                      |
| --------------------------------- | ----- | ------ | ------ | --------------------------- |
| SG Flensburg-H. ou Montpellier HB |       | annulé |        | FC Barcelone                |
| FC Porto ou Aalborg Håndbold      |       | annulé |        | THW Kiel                    |
| RK Celje ou KS Kielce             |       | annulé |        | Dinamo Bucarest ou Paris SG |
| Vardar Skopje ou SC Pick Szeged   |       | annulé |        | Wisła Płock ou Veszprém KSE |

### Finale à quatre
La Finale à quatre (ou en anglais : Final Four) devait se tenir les 30 et 31 mai 2020 dans la Lanxess Arena de Cologne en Allemagne. 
Du fait de la pandémie de Covid-19, la finale à quatre est une première fois reportée aux 22 et 23 août avant d'être programmée aux 28 et 29 décembre 2020. En conséquence de la décision du 24 avril, les 4 clubs qualifiées pour les demi-finales sont :
- FC Barcelone, 1er du groupe A
- THW Kiel, 1er du groupe B
- Paris Saint-Germain, 2e du groupe A
- Veszprém KSE, 2e du groupe B.

Un tirage au sort détermine les équipes qui s'affrontent en demi-finales.
|  | Demi-finales            | Demi-finales            |                        |      | Finale                  | Finale                  |
|  | Demi-finales            | Demi-finales            |                        |      | Finale                  | Finale                  |
|  |                         |                         |                        |      |                         |                         |
|  | 28 décembre 2020, 18,00 | 28 décembre 2020, 18,00 |                        |      | 29 décembre 2020, 20h30 | 29 décembre 2020, 20h30 |
|  | 28 décembre 2020, 18,00 | 28 décembre 2020, 18,00 |                        |      | 29 décembre 2020, 20h30 | 29 décembre 2020, 20h30 |
|  | FC Barcelone            | 37                      |                        |      | 29 décembre 2020, 20h30 | 29 décembre 2020, 20h30 |
|  | FC Barcelone            | 37                      |                        |      | 29 décembre 2020, 20h30 | 29 décembre 2020, 20h30 |
|  | Paris Saint-Germain     | 32                      |                        |      | 29 décembre 2020, 20h30 | 29 décembre 2020, 20h30 |
|  | Paris Saint-Germain     | 32                      | FC Barcelone           | 28   |                         |                         |
|  | 28 décembre 2020, 20h30 |                         | FC Barcelone           | 28   |                         |                         |
|  |                         | THW Kiel                | 33                     |      |                         |                         |
|  | THW Kiel                | THW Kiel                | 33                     | 36ap |                         |                         |
|  | THW Kiel                |                         |                        | 36ap |                         |                         |
|  | Veszprém KSE            | 35                      |                        |      |                         |                         |
|  | Veszprém KSE            | 35                      | Match pour la 3e place |      |                         |                         |
|  |                         |                         |                        |      |                         |                         |
|  | 29 décembre 2020, 18h00 |                         |                        |      |                         |                         |
|  |                         |                         |                        |      |                         |                         |
|  | Paris Saint-Germain     | 31                      |                        |      |                         |                         |
|  | Paris Saint-Germain     | 31                      |                        |      |                         |                         |
|  | Veszprém KSE            | 26                      |                        |      |                         |                         |
|  | Veszprém KSE            | 26                      |                        |      |                         |                         |

#### Demi-finales
| 28 décembre 2020 18h00 | FC Barcelone | 37 – 32 | Paris Saint-Germain | Lanxess Arena, Cologne Affluence : 0 Arbitrage : Kurtagic, Wetterwik Gubica, Milošević |
| 28 décembre 2020 18h00 | Dika Mem 8   | (18-14) | Dylan Nahi 9        | Lanxess Arena, Cologne Affluence : 0 Arbitrage : Kurtagic, Wetterwik Gubica, Milošević |
| 28 décembre 2020 18h00 | ×3           | Rapport | ×2                  | Lanxess Arena, Cologne Affluence : 0 Arbitrage : Kurtagic, Wetterwik Gubica, Milošević |

| 28 décembre 2020 20h30 | THW Kiel          | 36 – 35 (ap)   | Veszprém KSE      | Lanxess Arena, Cologne Affluence : 0 Arbitrage : Marìn, García |
| 28 décembre 2020 20h30 | Hendrik Pekeler 8 | (18-13, 29-29) | Borozan, Marguč 7 | Lanxess Arena, Cologne Affluence : 0 Arbitrage : Marìn, García |
| 28 décembre 2020 20h30 | Prol. : 7-6       |                |                   | Lanxess Arena, Cologne Affluence : 0 Arbitrage : Marìn, García |
| 28 décembre 2020 20h30 | ×1 ×7 ×1          | Rapport        | ×1 ×5             | Lanxess Arena, Cologne Affluence : 0 Arbitrage : Marìn, García |

#### Match pour la3eplace
| 29 décembre 2020 18h00 | Veszprém KSE | 26 – 31   | Paris Saint-Germain | Lanxess Arena, Cologne Affluence : 0 Arbitrage : Pavićević, Ražnatović |
| 29 décembre 2020 18h00 | Máté Lékai 9 | (11 – 14) | Remili, Prandi, 6   | Lanxess Arena, Cologne Affluence : 0 Arbitrage : Pavićević, Ražnatović |
| 29 décembre 2020 18h00 | ×1 ×6 ×1     | Rapport   | ×1 ×3               | Lanxess Arena, Cologne Affluence : 0 Arbitrage : Pavićević, Ražnatović |

#### Finale
| 29 décembre 2020 20h30 | THW Kiel         | 33 – 28   | FC Barcelone    | Lanxess Arena, Cologne Affluence : 0 Arbitrage : Gubica, Milošević |
| 29 décembre 2020 20h30 | Niclas Ekberg, 8 | (19 – 16) | Aleix Gómez, 10 | Lanxess Arena, Cologne Affluence : 0 Arbitrage : Gubica, Milošević |
| 29 décembre 2020 20h30 | ×1 ×5            | Rapport   | ×4              | Lanxess Arena, Cologne Affluence : 0 Arbitrage : Gubica, Milošević |

## Les champions d'Europe
| Champion d'Europe - Ligue des champions 2019-2020 THW Kiel 4e titre |

## Statistiques et récompenses

### Équipe-type
| Landin · Štrlek Bánhidi · Ekberg Sagosen Hansen A. Dujshebaev Meilleur défenseur : Blaž Blagotinšek Meilleur espoir : Aleix Gómez Meilleur entraîneur : David Davis Meilleur buteur : Niclas Ekberg (85 buts) |

Au terme de la phase de poule uniquement et à partir d'une sélection de 50 joueurs (5 par catégorie), les internautes ont établi l'équipe-type suivante :
| Poste                | Joueur                 | Club                | Votes       |
| -------------------- | ---------------------- | ------------------- | ----------- |
| Gardien de but       | Niklas Landin Jacobsen | THW Kiel            | 10070 votes |
| Ailier gauche        | Manuel Štrlek          | Veszprém KSE        | 12053 votes |
| Arrière gauche       | Sander Sagosen         | Paris Saint-Germain | 14004 votes |
| Demi-centre          | Mikkel Hansen          | Paris Saint-Germain | 09543 votes |
| Pivot                | Bence Bánhidi          | SC Pick Szeged      | 11430 votes |
| Arrière droit        | Alex Dujshebaev        | KS Kielce           | 09650 votes |
| Ailier droit         | Niclas Ekberg          | THW Kiel            | 09464 votes |
| Défenseur            | Blaž Blagotinšek       | Veszprém KSE        | 10586 votes |
| Espoir               | Aleix Gómez            | FC Barcelone        | 09092 votes |
| Entraîneur           | David Davis            | Veszprém KSE        | 09745 votes |
| MVP de la Finale à 4 | Hendrik Pekeler        | THW Kiel            | -           |

### Statistiques
Au terme de la compétition, les meilleurs buteurs sont :
| Rang | Joueur               | Club                 | Buts |
| ---- | -------------------- | -------------------- | ---- |
| 1    | Niclas Ekberg        | THW Kiel             | 85   |
| 2    | Sander Sagosen       | Paris SG/ THW Kiel   | 76   |
| 3    | Hugo Descat          | Montpellier Handball | 75   |
| 4    | Barys Pukhouski      | Motor Zaporijia      | 74   |
| 4    | Aleix Gómez          | FC Barcelone         | 74   |
| 6    | Timour Dibirov       | Vardar Skopje        | 69   |
| 7    | Petar Nenadić        | Veszprém KSE         | 67   |
| 8    | Sebastian Barthold   | Aalborg Håndbold     | 65   |
| 8    | Alex Dujshebaev      | KS Kielce            | 65   |
| 8    | Vladislav Ostroushko | Eurofarm Pelister    | 65   |
| 8    | Hendrik Pekeler      | THW Kiel             | 65   |